# مسابقات کاراته قهرمانی آسیا ۲۰۲۲
مسابقات قهرمانی کاراته آسیا ۲۰۲۲ هجدهمین دوره مسابقات قهرمانی کاراته بزرگسالان آسیا بود و از ۲۹ آذر ۱۴۰۰ به مدت پنج در تاشکند، ازبکستان برگزار شد. این رویداد در مجموعه ورزشی ازبکستان برگزار شد.

### مردان
| Event              | طلا | نقره | برنز |
| ------------------ | --- | --- | --- |
| کاتا انفرادی       | کاکرو نیشیاما · ژاپن                                                                                           | احمد زیگی زارستا یودا · اندونزی                                                                                 | پارک هی جون · کرهٔ جنوبی                                                                                                 |
| کاتا انفرادی       | کاکرو نیشیاما · ژاپن                                                                                           | احمد زیگی زارستا یودا · اندونزی                                                                                 | علی زند · ایران |
| کاتا تیمی          | ژاپن · آراتا کینجو · ریو کیونا · تاکویا امورا                                                                  | کویت · محمد الموسوی · سلمان الموسوی · محمد بدر                                                                  | ایران · میلاد فرازمهر · ابوالفضل شهرجردی · علی زند                                                                      |
| کاتا تیمی          | ژاپن · آراتا کینجو · ریو کیونا · تاکویا امورا                                                                  | کویت · محمد الموسوی · سلمان الموسوی · محمد بدر                                                                  | اندونزی · آلبیادی · اندی دارموان · اندی تومی آدیتیا مردانا                                                              |
| کومیته ۵۵- کیلوگرم | عمر شقره · اردن                                                                                                | نظام الدین خلماتوف · قزاقستان                                                                                   | پرم کومار سلوام · مالزی                                                                                                 |
| کومیته ۵۵- کیلوگرم | عمر شقره · اردن                                                                                                | نظام الدین خلماتوف · قزاقستان                                                                                   | فهد العجمی · کویت |
| کومیته ۶۰- کیلوگرم | عبدالله شعبان · کویت                                                                                           | عبدالله حماد · اردن                                                                                             | هیرومو هاشیموتو · ژاپن                                                                                                  |
| کومیته ۶۰- کیلوگرم | عبدالله شعبان · کویت                                                                                           | عبدالله حماد · اردن                                                                                             | علی مسکینی · ایران |
| کومیته ۶۷- کیلوگرم | عبدالرحمن المصاطفه · اردن                                                                                      | یوگو کوزاکی · ژاپن                                                                                              | دیدار امیرعلی · قزاقستان                                                                                                |
| کومیته ۶۷- کیلوگرم | عبدالرحمن المصاطفه · اردن                                                                                      | یوگو کوزاکی · ژاپن                                                                                              | صدرالدین سیماتوف · ازبکستان                                                                                             |
| کومیته ۷۵- کیلوگرم | حسن مسروه · اردن                                                                                               | سلطان الزهرانی · عربستان سعودی                                                                                  | نورکانات آژیکانوف · قزاقستان                                                                                            |
| کومیته ۷۵- کیلوگرم | حسن مسروه · اردن                                                                                               | سلطان الزهرانی · عربستان سعودی                                                                                  | عمر العجنایی · کویت |
| کومیته ۸۴- کیلوگرم | محمد الجعفری · اردن                                                                                            | فرج النشری · عربستان سعودی                                                                                      | عارف عفیف الدین · مالزی                                                                                                 |
| کومیته ۸۴- کیلوگرم | محمد الجعفری · اردن                                                                                            | فرج النشری · عربستان سعودی                                                                                      | احمد آل علی · کویت |
| کومیته ۸۴+ کیلوگرم | کیو هیراتا · ژاپن                                                                                              | نورنیاز یلداشوف · قزاقستان                                                                                      | گفورجون زوکیدوف · ازبکستان                                                                                              |
| کومیته ۸۴+ کیلوگرم | کیو هیراتا · ژاپن                                                                                              | نورنیاز یلداشوف · قزاقستان                                                                                      | صالح اباذری · ایران |
| کومیته تیمی        | ایران · صالح اباذری · بهمن عسگری · علی‌اصغر آسیابری · سجاد گنج‌زاده · مهدی خدابخشی · ذبیح‌الله پورشیب · مهدی شهگل | قزاقستان · نورکانات آژیکانوف · ایگور چیخماروف · نیکیتا تارناکین · دیاس اولبک · نورنیاز یلداشوف · دانیار یولداشف | اردن · محمد الجعفری · عبدالرحمن المصاطفه · عفیف غیث · عبدالله حماد · حسن مسروه · احمد شدید                              |
| کومیته تیمی        | ایران · صالح اباذری · بهمن عسگری · علی‌اصغر آسیابری · سجاد گنج‌زاده · مهدی خدابخشی · ذبیح‌الله پورشیب · مهدی شهگل | قزاقستان · نورکانات آژیکانوف · ایگور چیخماروف · نیکیتا تارناکین · دیاس اولبک · نورنیاز یلداشوف · دانیار یولداشف | ازبکستان · ادخام ابراگیموف · روسلان کلجانوف · علیسلطان خوجیف · کوونچ بک محمدیف · داستونبک اوتابولایف · صدرالدین خوجیف · |

### زنان
| Event              | طلا                                                               | نقره                                                                        | برنز                                                                    |
| ------------------ | ----------------------------------------------------------------- | --------------------------------------------------------------------------- | ----------------------------------------------------------------------- |
| کاتا انفرادی       | هیکارو اونو · ژاپن                                                | گریس لاو · هنگ کنگ                                                          | فاطمه صادقی · ایران                                                     |
| کاتا انفرادی       | هیکارو اونو · ژاپن                                                | گریس لاو · هنگ کنگ                                                          | چین هوی هسوان · تایوان                                                  |
| کاتا تیمی          | ژاپن · سائوری ایشیباشی · چیهو میزوکامی · سائه تایرا               | ایران · نجمه قاضی زاده · شادی جعفری زاده · الناز تقی پور                    | اندونزی · امیلیا سری هاناندیتا · آنوگره نورول لاکی · دیان مونیکا نبابان |
| کاتا تیمی          | ژاپن · سائوری ایشیباشی · چیهو میزوکامی · سائه تایرا               | ایران · نجمه قاضی زاده · شادی جعفری زاده · الناز تقی پور                    | ویتنام · لو تی تو اوین · تراموا نگوین نگوک · نگوین تی فونگ              |
| کومیته ۵۰- کیلوگرم | گس هی او-دوبله · تایوان                                           | میهو میهارا · ژاپن                                                          | حوراء العجمی · امارات متحدهٔ عربی                                        |
| کومیته ۵۰- کیلوگرم | گس هی او-دوبله · تایوان                                           | میهو میهارا · ژاپن                                                          | سارا بهمنیار · ایران                                                    |
| کومیته ۵۵- کیلوگرم | شیوری ناکامورا · ژاپن                                             | هوانگ تهی می تم · ویتنام                                                    | لین منصور · اردن                                                        |
| کومیته ۵۵- کیلوگرم | شیوری ناکامورا · ژاپن                                             | هوانگ تهی می تم · ویتنام                                                    | فاطمه سعادتی · ایران                                                    |
| کومیته ۶۱- کیلوگرم | آسل کانای · قزاقستان                                              | کیمبات تویتونوا · قرقیزستان                                                 | نگین تهی نگون · ویتنام                                                  |
| کومیته ۶۱- کیلوگرم | آسل کانای · قزاقستان                                              | کیمبات تویتونوا · قرقیزستان                                                 | سارارا شیمادا · ژاپن                                                    |
| کومیته ۶۸-         | کایو سامیا · ژاپن                                                 | دینه تهی هونگ · ویتنام                                                      | مبینا حیدری · ایران                                                     |
| کومیته ۶۸-         | کایو سامیا · ژاپن                                                 | دینه تهی هونگ · ویتنام                                                      | کیکو گئورگیازفانیا · اندونزی                                            |
| کومیته ۶۸+ کیلوگرم | آیومی اوکوسا · ژاپن                                               | صوفیا برولتسوا · قزاقستان                                                   | لیلا برجعلی · ایران                                                     |
| کومیته ۶۸+ کیلوگرم | آیومی اوکوسا · ژاپن                                               | صوفیا برولتسوا · قزاقستان                                                   | هو کای یان · هنگ کنگ                                                    |
| کومیته تیمی        | قزاقستان · لورا علیکول · سوفیا برولتسوا · آسل کانای · بلا ساماشوا | ویتنام · دین تی هونگ · هوانگ تهی می تم · نگویان ث نگوان · تروونگ تهی تهوونگ | هنگ کنگ · چوی وان یو · چو هی وود · هو کای یان · تسانگ یی تینگ           |
| کومیته تیمی        | قزاقستان · لورا علیکول · سوفیا برولتسوا · آسل کانای · بلا ساماشوا | ویتنام · دین تی هونگ · هوانگ تهی می تم · نگویان ث نگوان · تروونگ تهی تهوونگ | ژاپن · تسوباسا کاما · آیاکا سایتو · یوزوکی ساوا · سارارا شیمادا         |

| رتبه            | کشور              | طلا | نقره | برنز | مجموع |
| --------------- | ----------------- | --- | ---- | ---- | ----- |
| ۱               | ژاپن              | ۸   | ۲    | ۳    | ۱۳    |
| ۲               | اردن              | ۴   | ۱    | ۲    | ۷     |
| ۳               | قزاقستان          | ۲   | ۴    | ۲    | ۸     |
| ۴               | ایران             | ۱   | ۱    | ۹    | ۱۱    |
| ۵               | کویت              | ۱   | ۱    | ۳    | ۵     |
| ۶               | تایوان            | ۱   | ۰    | ۱    | ۲     |
| ۷               | ویتنام            | ۰   | ۳    | ۲    | ۵     |
| ۸               | عربستان سعودی     | ۰   | ۲    | ۰    | ۲     |
| ۹               | اندونزی           | ۰   | ۱    | ۳    | ۴     |
| ۱۰              | هنگ کنگ           | ۰   | ۱    | ۲    | ۳     |
| ۱۱              | قرقیزستان         | ۰   | ۱    | ۰    | ۱     |
| ۱۲              | ازبکستان          | ۰   | ۰    | ۳    | ۳     |
| ۱۳              | مالزی             | ۰   | ۰    | ۲    | ۲     |
| ۱۴              | امارات متحدهٔ عربی | ۰   | ۰    | ۱    | ۱     |
| ۱۴              | کرهٔ جنوبی         | ۰   | ۰    | ۱    | ۱     |
| مجموع (۱۵ کشور) | مجموع (۱۵ کشور)   | ۱۷  | ۱۷   | ۳۴   | ۶۸    |

1. ↑  "2022 Asian Karate Championships". Retrieved 18 December 2022.
2. ↑  "Teams take stage of AKF Karate Championships". Retrieved 20 December 2022.
3. ↑  «پایان چهارمین روز مسابقات کاراته قهرمانی آسیا ۲۰۲۲/تعداد مدالهای ایران به عدد ۳۲ رسید». کمیته ملی المپیک.
4. ↑  «کاراته قهرمانی آسیا| ۳ مدال برنز برای نمایندگان ایران در روز فینالیست شدن عسگری». خبرگزاری میزان.